# Robert Gillmor

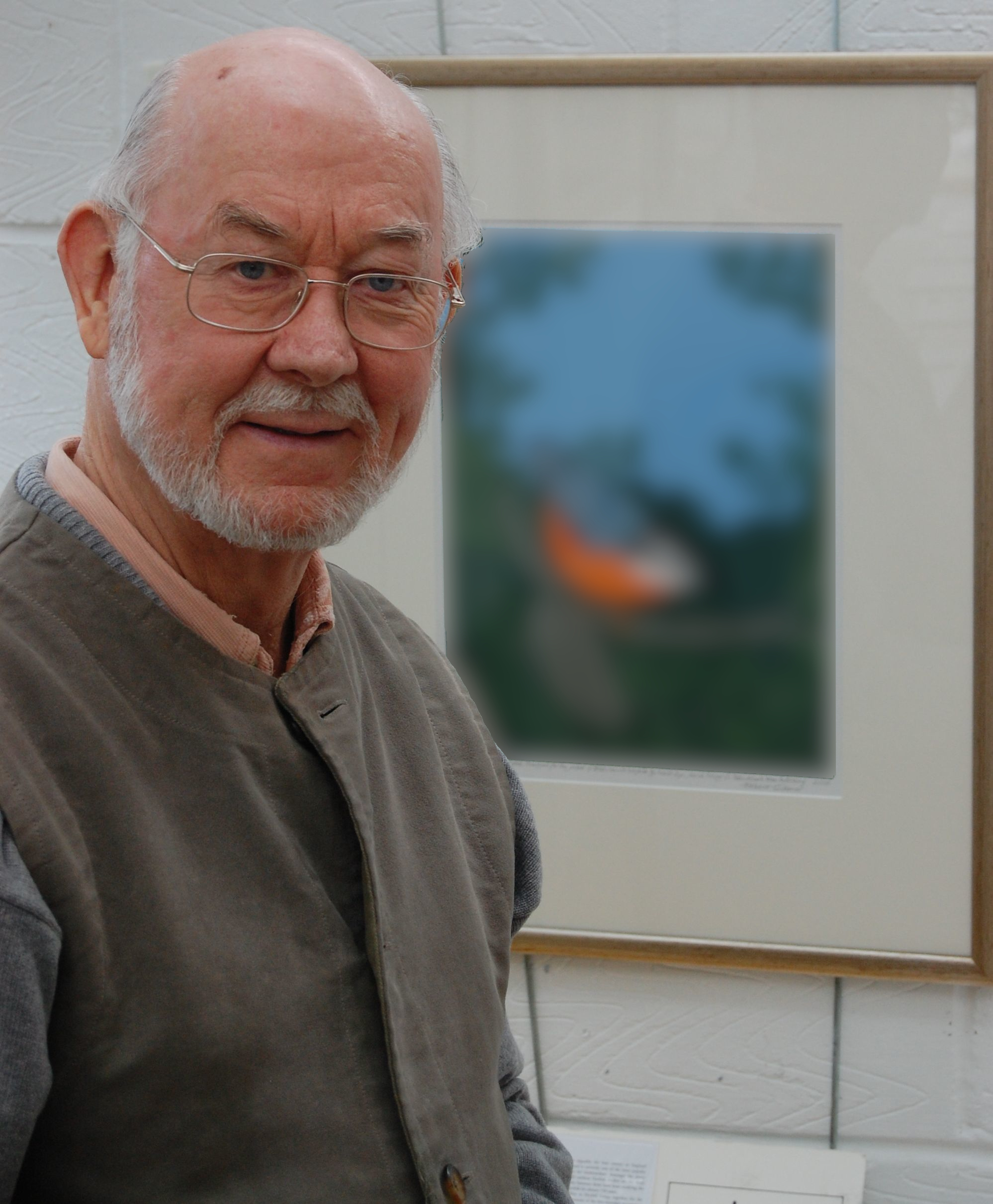
Robert Gillmor mit einem Linolschnitt eines Kleibers (2010)

Robert Allen Fitzwilliam Gillmor MBE (* 6. Juli 1936 in Reading, Berkshire; † 8. Mai 2022) war ein britischer Vogelzeichner und Ornithologe, der vor allem durch das Logo der Royal Society for the Protection of Birds und durch seine Mitarbeit an Stanley Cramps neunbändiger Enzyklopädie The Birds of the Western Palearctic bekannt war.

## Leben
Gillmor war der Sohn von Gerald und Mildred Gillmor sowie der Enkel des Vogelmalers Allen William Seaby (1867–1953). Er absolvierte von 1949 bis 1954 die Leighton Park School und studierte Bildende Kunst an der University of Reading von 1954 bis 1959. 1958 erhielt er das Nationaldiplom in Design und 1959 das Kunstpädagogikdiplom. 1954 und 1956 begleitete er zwei Expeditionen der Universität Reading nach Island für Gänsestudien. 
Im Alter von 13 Jahren war er das erste Juniormitglied, das vom Reading Ornithological Club (später Berkshire Ornithological Club) gewählt wurde. Ab 1950 illustrierte er die Titelseiten der Jahresberichte des Clubs. Von 1958 bis 1964 war er dort Sekretär, von 1964 bis 1967 Vorsitzender, von 1967 bis 1971 Vizepräsident und ab 1971 Präsident auf Lebenszeit. 
1952 wurden Gillmors Illustrationen erstmals in der Monatszeitschrift British Birds veröffentlicht. Während seines Studiums an der Kunstabteilung der University of Reading illustrierte er sein erstes Buch A Study of Blackbirds (1958). Gillmor unterrichtete von 1959 bis 1965 Kunst und Kunsthandwerk an der Leighton Park School in Reading. Anschließend begann er seine freiberufliche Karriere als Vogelmaler.
In den 1960er Jahren entwarf Gillmor das aktuelle Logo der Royal Society for the Protection of Birds, das einen Säbelschnäbler zeigt. Von 1977 bis 1994 war er einer der Hauptillustratoren des von Stanley Cramp initiierten Nachschlagewerkes The Birds of the Western Palearctic.
Gillmors Schaffen umfasste eine Vielzahl von Formen, Strichzeichnungen, Aquarelle, Linolschnitte und Siebdrucke. Seine Arbeit erschien in über 100 Büchern.
1998 zog Gillmor von Reading nach Cley next the Sea in Norfolk, was sich als inspirierender Einfluss auf seine Arbeit erwies. Er war auch Mitglied der Royal Society for the Protection of Birds, der British Ornithologists’ Union und des British Trust for Ornithology sowie langjähriges Mitglied (und ehemaliger Präsident) der Reading Guild of Artists.
1964 war Gillmor neben Eric Ennion Gründungsmitglied der Society of Wildlife Artists, wo er viele Jahre lang als Sekretär und Vorsitzender fungierte. Von 1981 bis 1984 war er Vizepräsident der Gesellschaft. 1984 wurde er auch zum Präsidenten gewählt und übte dieses Amt bis 1994 aus. Er setzte sich nicht nur für die Förderung aktueller Werke ein, sondern auch für die Förderung der Werke früherer Künstler, darunter Charles Tunnicliffe und Allen William Seaby. 
2011 kreierte Gillmor Linolschnitte für vier Briefmarkensätze der Royal Mail. 2012 folgten drei weitere Sätze (mit jeweils sechs Briefmarken). Er entwarf auch die Dilys Breese Medal des British Trust for Ornithology, die erstmals 2009 verliehen wurde.
Eine Retrospektive von Gillmors Arbeiten wurde vom 23. Oktober 2011 bis zum 29. April 2012 im Reading Museum ausgestellt.
Im Rahmen der Queen’s Birthday Honours 2015 wurde er für seine Verdienste als Wildlife Artist zum Mitglied des Order of the British Empire (MBE) ernannt. Zu seinen weiteren Auszeichnungen gehören die RSPB-Medaille (2001) und die Union Medal of the British Ornithologists’ Union (1997).
Gillmor starb am 8. Mai 2022 im Alter von 85 Jahren nach längerer Krankheit. 1974 heiratete er Susan Norman, die ebenfalls als Zeichnerin arbeitet. Aus dieser Ehe gingen die Tochter Emily (eine Grafikerin) und der Sohn Thomas hervor.